# プーマ戦闘工兵車
プーマ戦闘工兵車（PUMA Combat Engineering Vehicle）は、イスラエル国防軍によって開発、運用されている戦闘工兵車（CEV）/ 装甲工兵車（AEV）である。

## 開発の背景
1982年の第一次レバノン侵攻（ガリラヤの平和作戦）の後、レバノン南部でのパトロール活動において、PLOやその他の民兵勢力の使用する携帯式対戦車ミサイルやRPG-7に対し、M113"ゼルダ"装甲兵員輸送車の防御力が充分でない事が判明した。イスラエル軍はM113に"トーガ・アーマー"と呼ばれるパンチングメタル状の鋼板を中空装甲として装着する改修と行うと同時に、イギリス製のセンチュリオンを改修したショット・カル戦車の車体をベースにした重装甲兵員輸送車として、ナグマショットを開発し、レバノン南部に投入した。
ナグマショットの防御力の高さは実戦で明らかとなり、この車両は戦場で活動を行う戦闘工兵部隊でも使用されるようになった。ナグマショットの大柄な車体による豊富な積載量と充分な防御力は、それまでM113"ゼルダ"やM3ハーフトラックを運用していた戦闘工兵部隊にとっても魅力的なものであった。ナグマショットが戦闘工兵部隊で運用されるようになったことで工兵隊の作業効率は高まった。例えば、M113には装着不可能であった大型の地雷処理ローラーも、ナグマショットには装着可能であった。ナグマショット導入以前は、地雷処理任務の際には機甲部隊から戦車を借りる事が必要だったのである。
ナグマショットはM113を運用していた戦闘工兵部隊の様々な任務で広く使用されるようになっていったが、元々は装甲兵員輸送車として設計されている事もあって、戦闘工兵部隊にとっては必ずしも完璧ではなかった。こういった経緯から、イスラエル軍工兵部隊はイスラエル軍司令部に対して、センチュリオン（ショット）の車体をベースに、新規に専用開発した戦闘工兵車の要求を提出した。この要求はすぐには承認されなかったが、後部ドアを持たないナグマショットの装甲兵員輸送車としての運用には限界があると判断され、T-54/T-55（チラン）の車体をベースに開発されたアチザリットがナグマショットの後継車種として開発された事などから、ナグマショットに転用するはずだったショットカル戦車の車体が余剰化する事態も想像されるようになり、ショットカルの車体をベースにした戦闘工兵車の開発が始められる事となった。こうして開発された戦闘工兵車は、"プーマ"（PUMA）と名付けられた。

## 概要
プーマ戦闘工兵車は1991年に実戦配備された。プーマ(PUMA)の名称は、ヘブライ語で"Engineering Obstacle Breaching Vehicle（障害物啓開工兵車両）"を意味する"Porets Mihsholim Handasee"（פומ"ה פורץ מכשולים הנדסי）の頭文字を繋げたアクロニムとなっている。プーマの構造はナグマショットと似ており、砲塔を撤去したショットカルの車体に、固定式装甲キャビンを装着している。装甲キャビンはナグマショットに比べてかなり低く抑えられ、また天面はフラットなものになっている。また当然ながら、ナグマショットと同様に、地雷処理ローラーやドーザーブレードなどの装着が可能である。また、牽引式の地雷原啓開設備（導爆索発射装置）であるTsefa（Viper）など、各種工兵用トレーラーを牽引しての運用が可能である。
プーマ戦闘工兵車の特徴として、車体そのものはセンチュリオンを使用しているが、サスペンションはメルカバMk.1/2と同じタイプの新型のホルストマンサスペンションに変更されている点が挙げられる。そもそもメルカバMk.1および改良型のMk.2は、車体構造についてはセンチュリオンを参考にして設計されていたため、メルカバ用のサスペンションのセンチュリオン車体への装着も、それほど困難では無かったのである。この新型サスペンション採用により、例えばゴラン高原のような岩場でも、従来のナグマショットより素早くまた確実に移動する事が可能となった。一方で転輪、起動輪、誘導輪、履帯はショットカルのものを継続して使用している。中には、交換や修理により、メルカバ用の転輪を装着している車両も見られる。
エンジンはショットカルやナグマショットと同じ、コンチネンタル製AVDS-1790-2Aディーゼルエンジン（750hp）を搭載している。後に改修を受けた車両では、メルカバMk.1/2と同じ、出力900馬力のコンチネンタル製AVDS-1790-6Aに換装されている。
装甲兵員室は複合装甲（チョバム・アーマー）素材により構成され、側面部分には追加で爆発反応装甲を装着する事も可能である。また、マガフ戦車に見られるような、分割式のサイドスカートが装着されている。
武装としては4挺のFN MAG7.62mm機銃を装備し、うち1挺はラファエルによって開発されたRWS（遠隔操作式銃塔）であるラファエル OWSに搭載されている。また、メルカバに装備されている物と同じソルタム製の60mm迫撃砲も標準装備されている。

## 派生型
少数のプーマ戦闘工兵車が、車体後部に大型クレーンを装着し、前方の兵員室を大型化するなどした装甲回収車（戦車回収車）型に改修されている。この装甲回収車はプーマ ラム（PUMA RAM）と呼ばれている。

## 画像

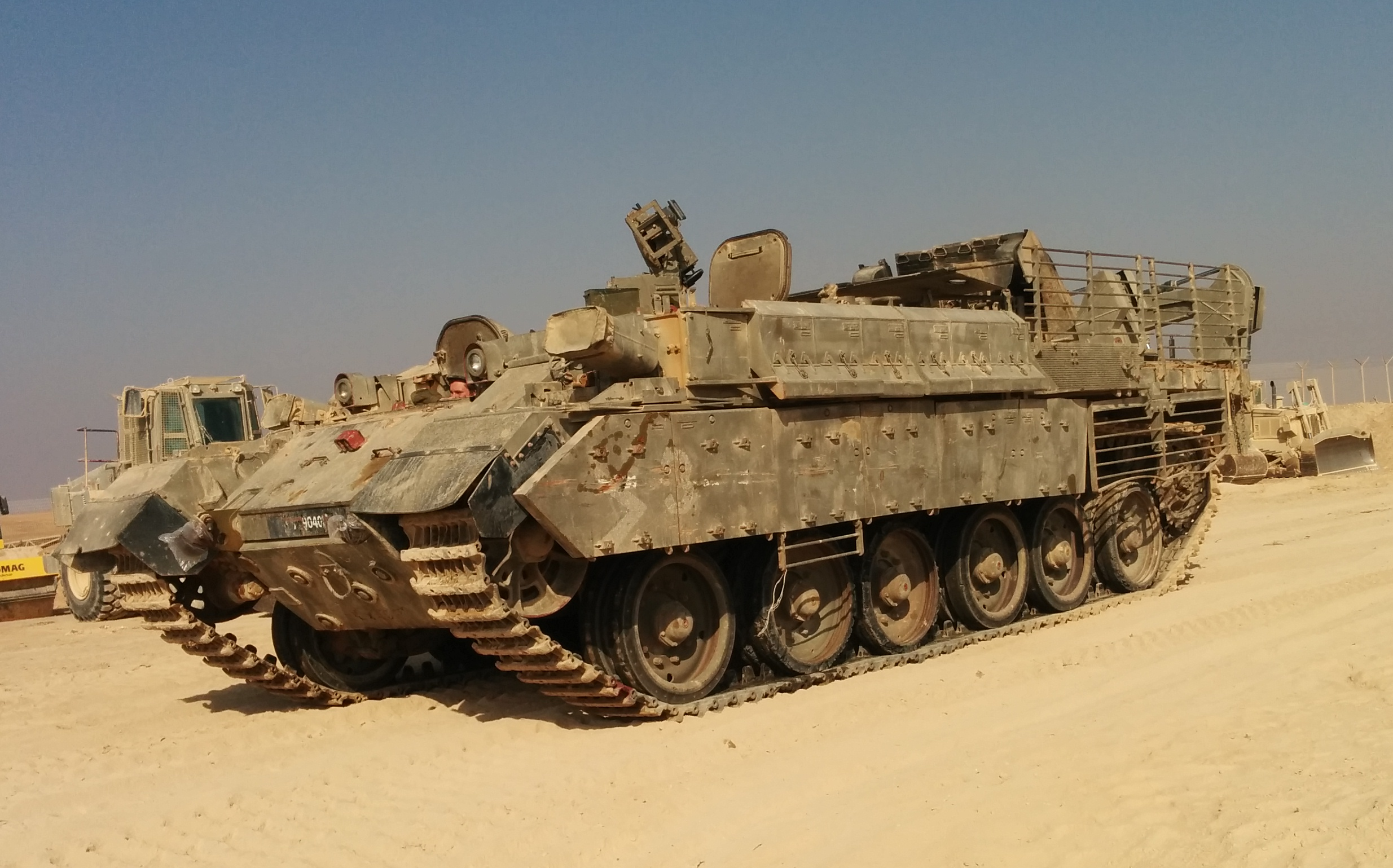
増加装甲を装着したプーマ。
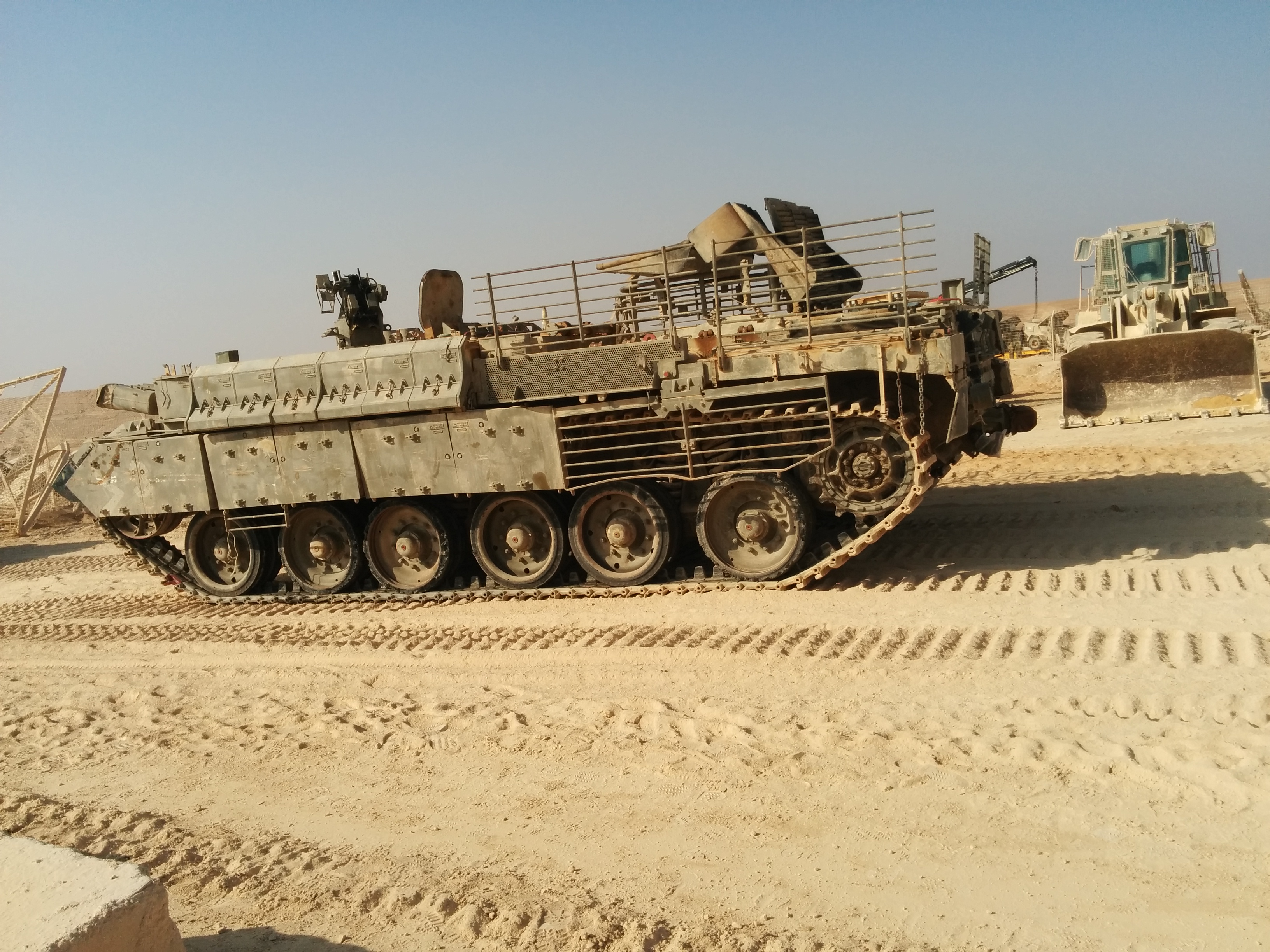
増加装甲を装着したプーマ。車体側面。
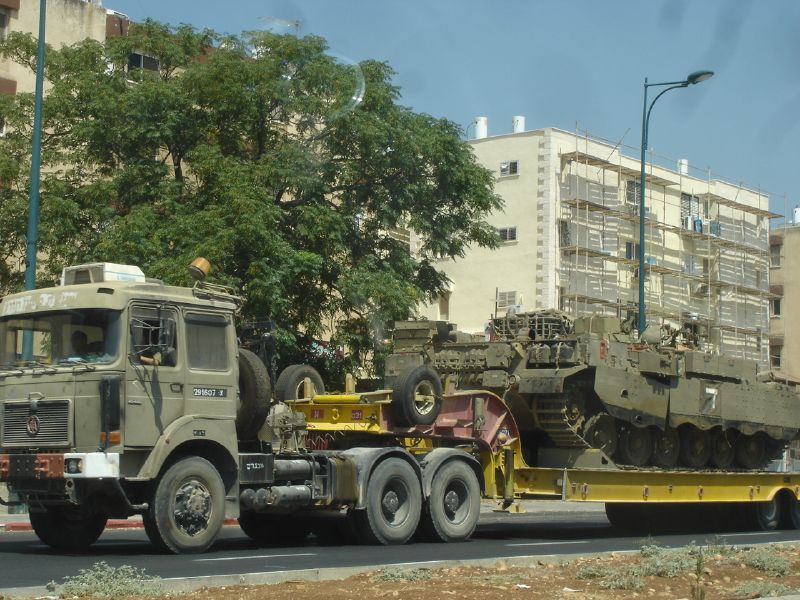
戦車運搬車に積載されたプーマ戦闘工兵車。
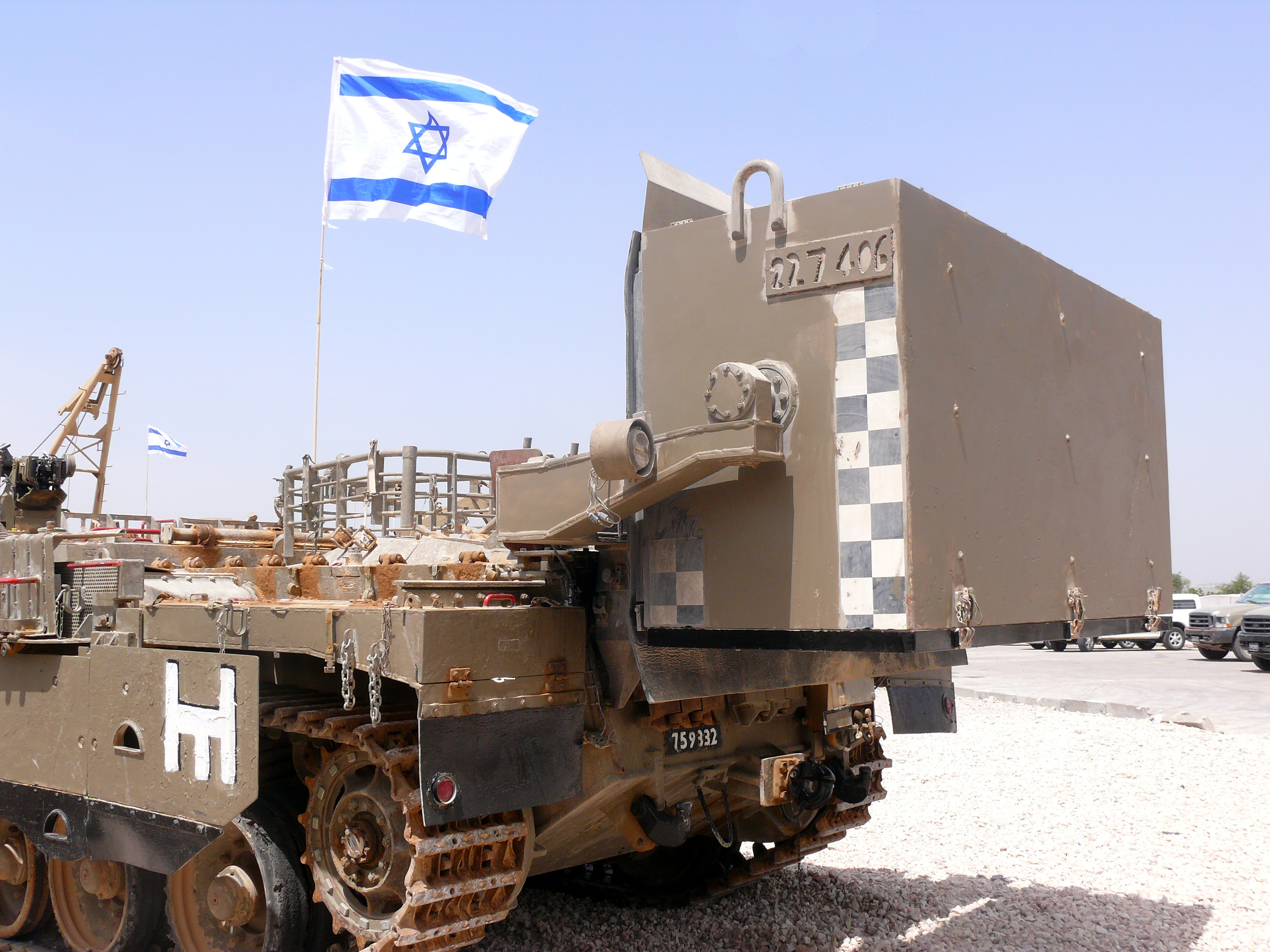
プーマの車体後部に装着された"カーペット"地雷処理ロケット弾発射装置。
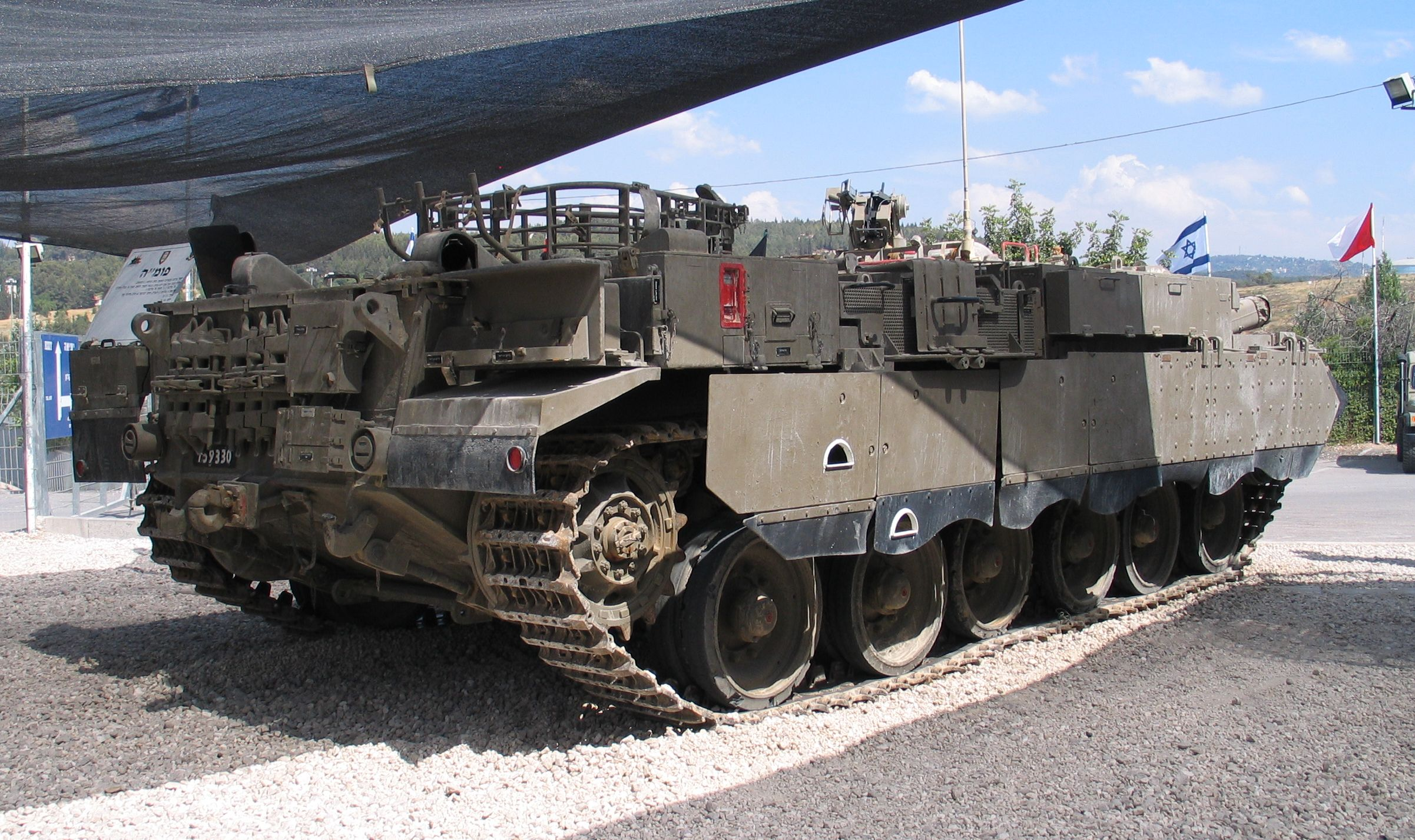
プーマの車体後部。ラトルン戦車博物館でのイベント展示。
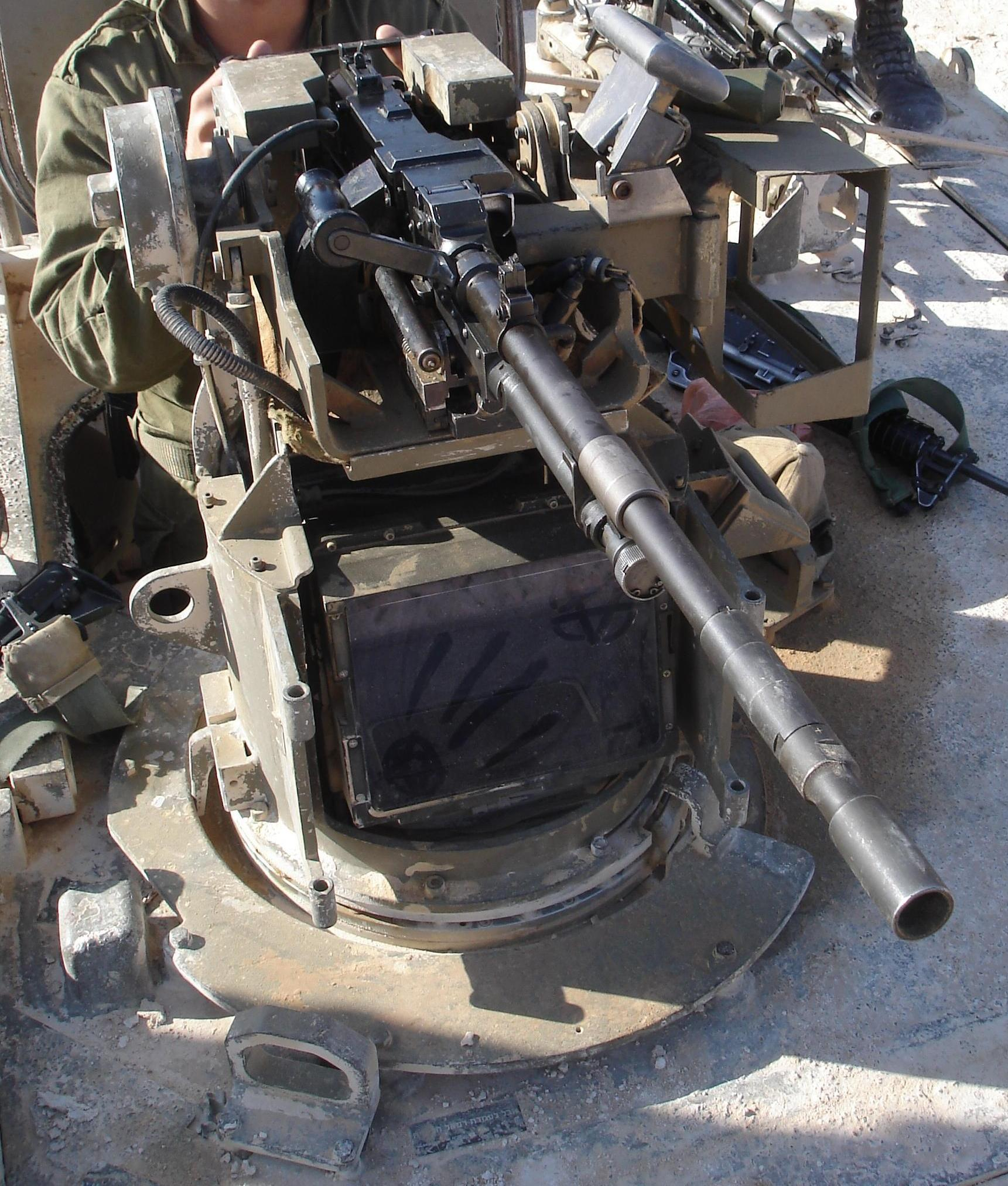
プーマに装備されたラファエル OWS。
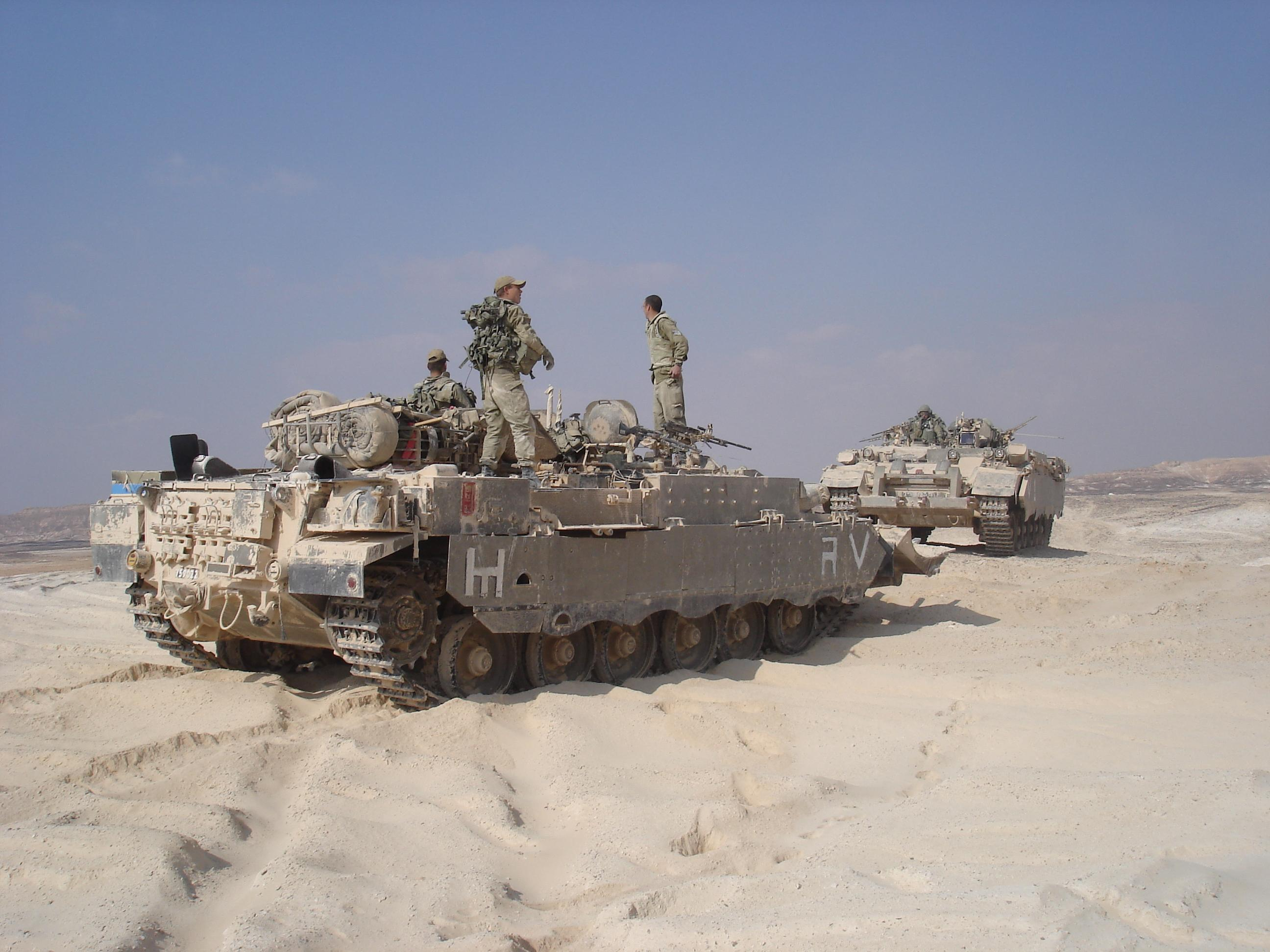
訓練中のプーマ、ドーザーブレード装着車。
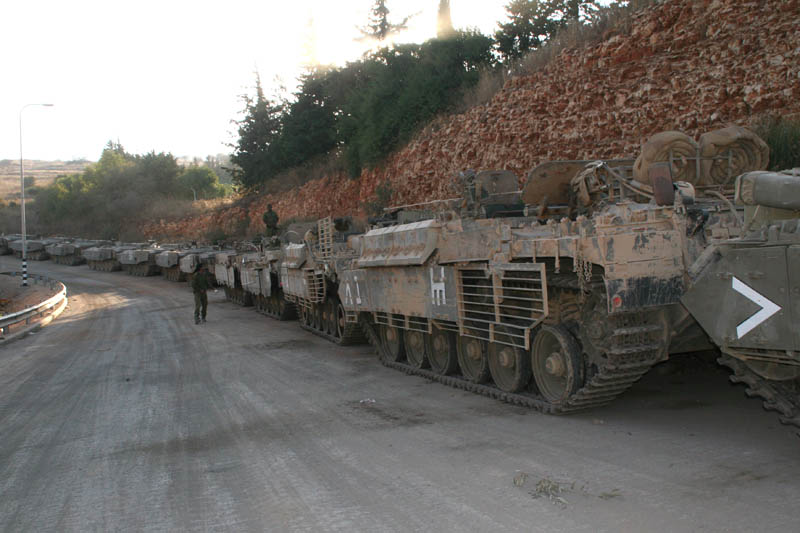
車体側面に増加装甲を装着したプーマ、前方はアチザリット。2006年。
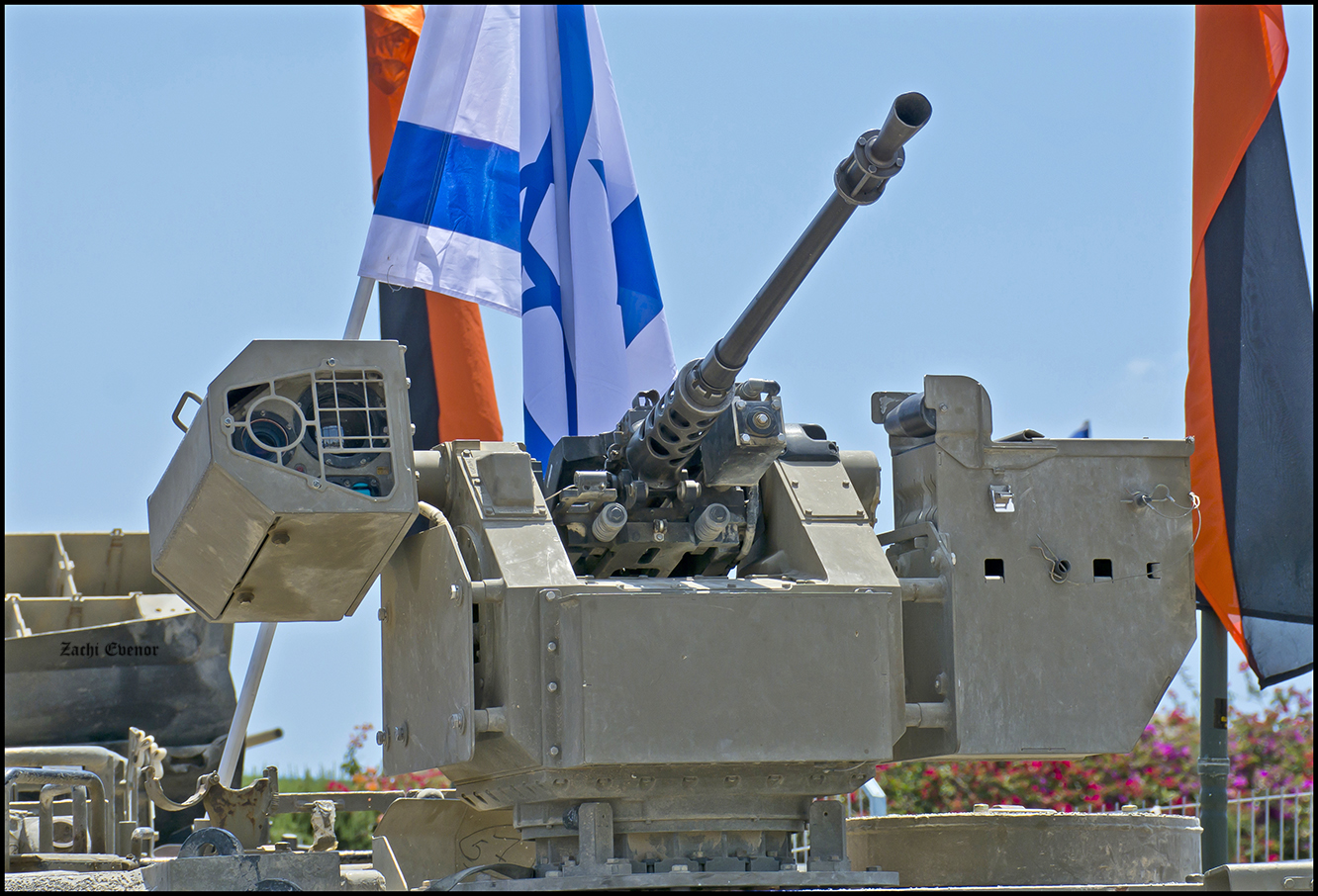
プーマに搭載されたエルビット ドラコニスRWS。2016年度独立記念日の展示。